# Степановский (Оренбургская область)
Степа́новский — хутор в Оренбургском районе Оренбургской области России. Административный центр Степановского сельсовета.

## География
Хутор находится в 10 км к северу от центра Оренбурга. Расположен на берегу реки Каргалка, которая является притоком реки Урал. Рядом с хутором расположено озеро Тюфтели.

## Палеонтология
В 1996 году в 300 м в от кладбища у хутора Степановский в правом склоне оврага Лысов найдена нижнечелюстная (преартикулярная) зубная пластина двоякодышащей рыбы (Dipnoi), определённой как Ceratodus bucobaensis. Находка, подучившая номер СГУ 104-Б/2730, происходит из отложений триасового периода, однако её точная стратиграфическая привязка неизвестна. Крупные размеры (длина около 60 мм) и массивность отличают образец от более изящных пластин ранне- и среднетриасовых цератодов, включая C. bucobaensis, и есть вероятность, что СГУ 104-Б/2730 принадлежит новому виду и роду в составе семейства Ceratodontidae из позднего триасового периода.

## История
Основан в 1798 году как хутор Васильев (по фамилии первого владельца — коллежского асессора А. Ф. Васильева. Последующие названия — Хоменки (с 1816 года), поместье Якши-дар (с 1840 года по 1898 год принадлежало потомкам  Стоколенко). Современное название хутор носит с конца XIX века, оно происходит от фамилии тогдашнего владельца, генерала К. И. Степанова, имевшего тут усадьбу со спуском к реке и паромом.

## Население
| 2002 | 2010  |
| ---- | ----- |
| 1643 | ↗1735 |

## Инфраструктура
На территории хутора Степановский находится средне-специальное учебное заведение «Покровский сельскохозяйственный колледж» и Степановская средняя общеобразовательная школа. Имеются Дом культуры, детский сад «Сказка», фельдшерско-акушерский пункт, отделение связи, несколько магазинов, администрация Степановского сельсовета.

## Транспорт
Сообщение с соседними населенными пунктами производится по автодорогам. Хутор связан с Оренбургом регулярным автобусным маршрутом. В хуторе находится остановочный пункт Южно-Уральской железной дороги — платформа 1506 километр (код ЕСР 811854). Имеется дорожное сообщение с Посёлком имени Ленина и Подгородней Покровкой, также есть выезд на трассу P224.